# Kim Il
Kim Il (kor. 김일; ur. 20 marca 1910, zm. 9 marca 1984) – północnokoreański polityk, premier od 28 grudnia 1972 do 29 kwietnia 1976.

## Życiorys
W partii komunistycznej od 1932 roku, od 1935 uczestnik walk partyzanckich z japońskim okupantem.
Po kapitulacji Japonii mianowany sekretarzem prowincjonalnym Partii w P’yŏngan Północnym. W 1946 został członkiem Komitetu Centralnego i Biura Politycznego. Od 1947 pracował w Ministerstwie Obrony Narodowej. Po poprawce konstytucji w 1972 roku Kim Ir Sen objął nowo powstałe stanowisko prezydenta, a Kim Il objął stanowisko premiera i pozostał na nim aż do swej emerytury, zastąpiony przez Pak Sŏng Ch’ŏla.
Od 1976 do 1984 pełnił też funkcję wiceprezydenta.
Zmarł po długiej chorobie, odbywając leczenie w Rumunii.